# Pierre de Wissant
Pierre de Wissant war zusammen mit seinem Bruder Jacques einer der sechs Bürger von Calais. Er ist nach Eustache de Saint Pierre der bekannteste der Gruppe. Wegen des Namens ist anzunehmen, dass die Brüder aus dem gleichnamigen Dorf Wissant in der Nähe von Calais stammten.

## Geschichte
Laut Jean Froissart wurden sie 1347, zu Beginn des Hundertjährigen Krieges bei der Belagerung von Calais, vom englischen König als Opfer gefordert. Sie ergaben sich barfüßig, in zerrissenen Tuniken und mit Strick um den Hals. So traten sie als potentielle Exekutionskandidaten mit dem Schlüssel der Stadt vor Edward III. von England. Damit retteten sie die anderen Bewohner von Calais vor den Engländern, die die Stadt belagerten. Die Frau des Königs Philippa von Hennegau (in Valenciennes geboren) brachte ihn davon ab, durch die Hinrichtung dieser sechs angesehenen Bürger ein Exempel zu statuieren.

## Die Plastik
Nach dem historischen Pierre de Wissant gestaltete der französische Künstler Auguste Rodin 1885–1887 eine Bronzefigur. Sie ist Teil seiner Gesamtplastik die Bürger von Calais. Sie ist dort auf dem Platz von Belfried zu sehen.

### Ausführung
Zwischen 1884 und 1886 erstellte Rodin Aktstudien von jeder der sechs Persönlichkeiten. Danach drapierte er sie mit feuchter Leinwand. So wollte er besser nachvollziehen, wie die menschlichen Figuren mit Sackleinen bekleidet aussehen. So wie sie nach der Überlieferung bekleidet waren. Vor der endgültigen Plastik fertigte Rodin zwei Modelle und eine Studie von Pierre de Wissant an. Das erste Modell zeigt einen jungen Mann, der mit der rechten Hand auf sich selbst zeigt, als würde er sein endgültiges Ziel in Frage stellen. In der zweiten Version deutet er nicht mehr auf sich selbst, sondern hält seinen Arm defensiv. Darüber hinaus modellierte Rodin den Kopf und eine Hand einzeln als weitere Studien. Der Französische Schauspieler Coquelin Cadet kommt als mögliches Modell für die Figur in Frage.

### Galerie

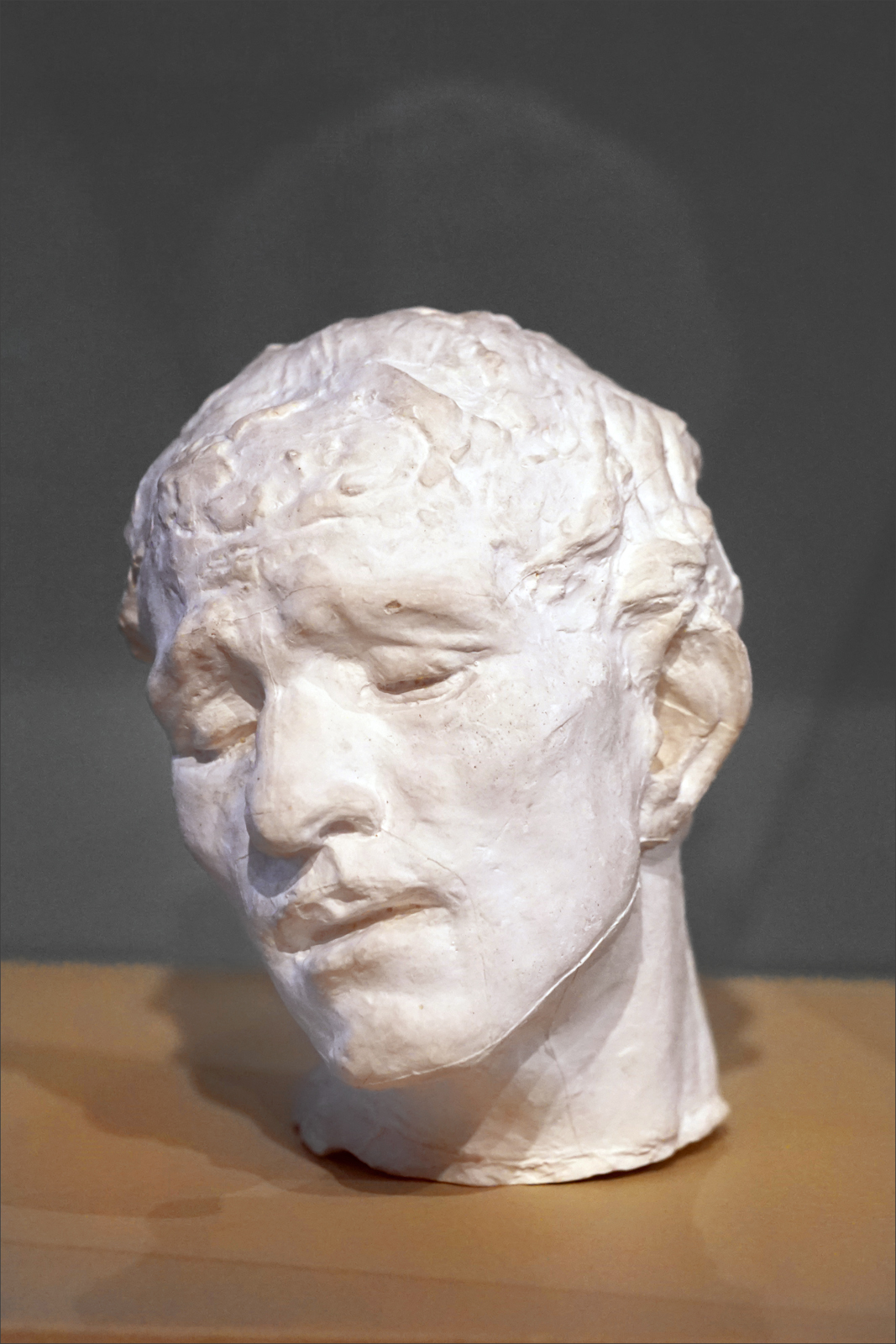
Kopf
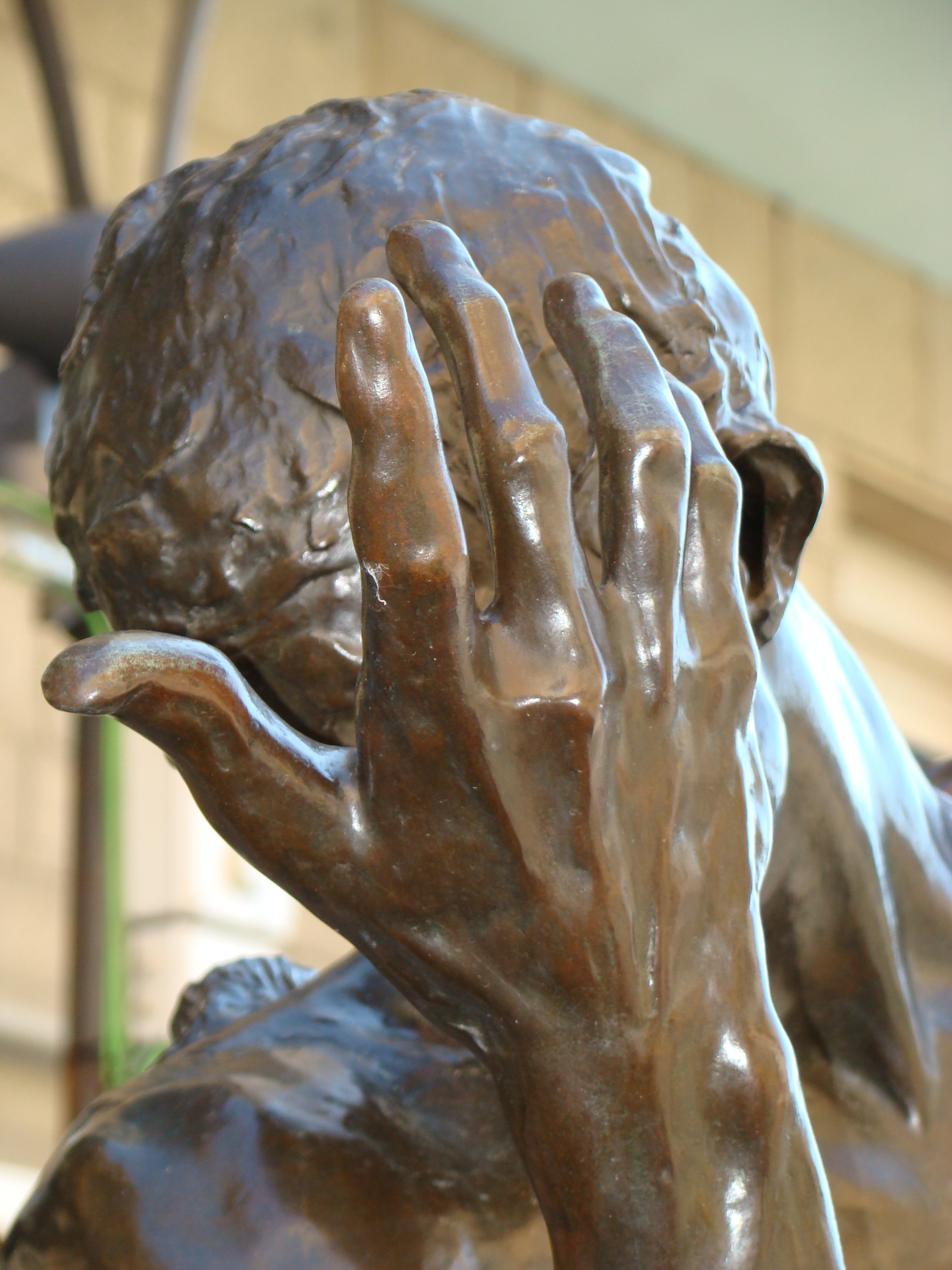
Rechte Hand
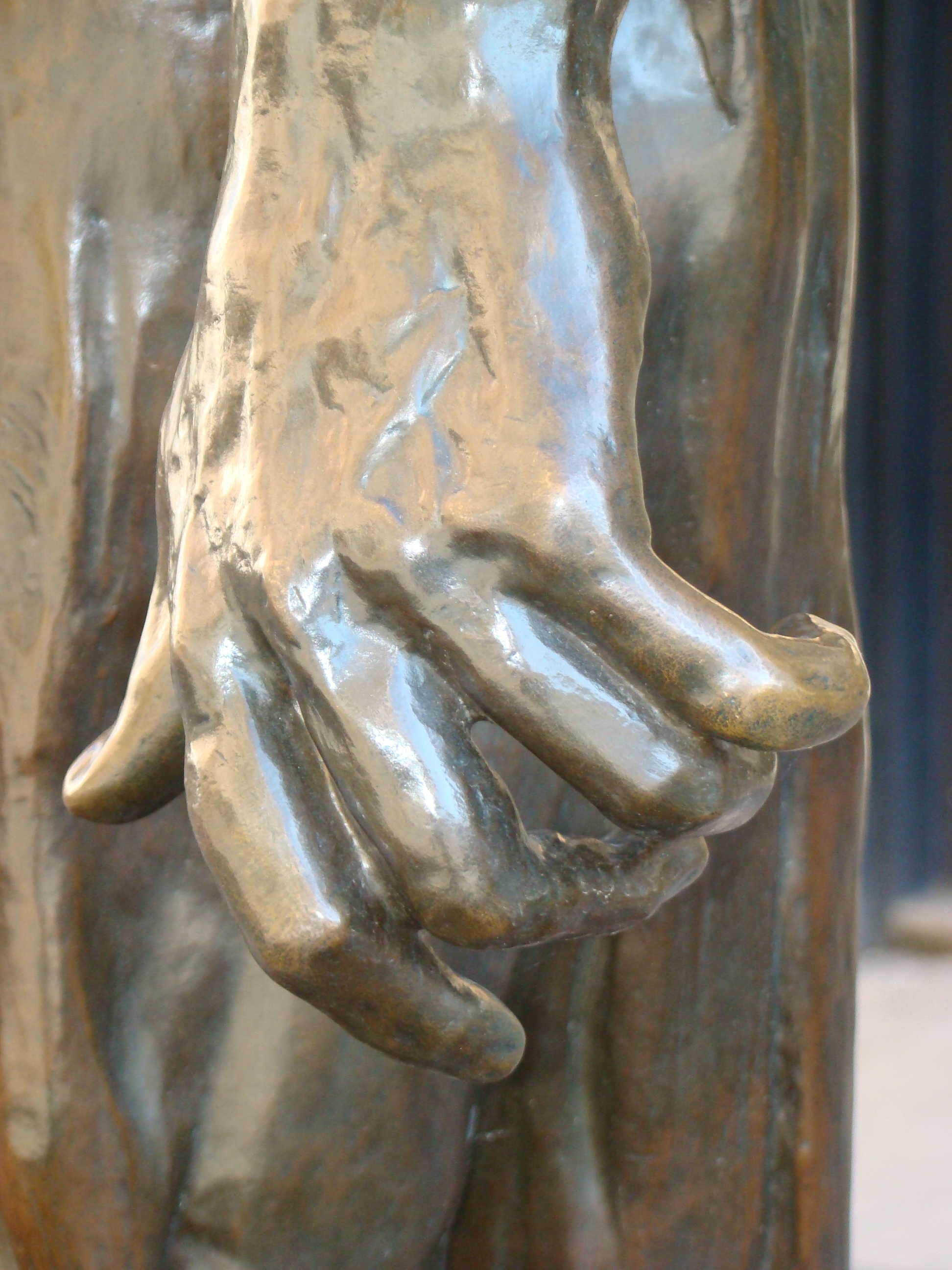
Linke Hand
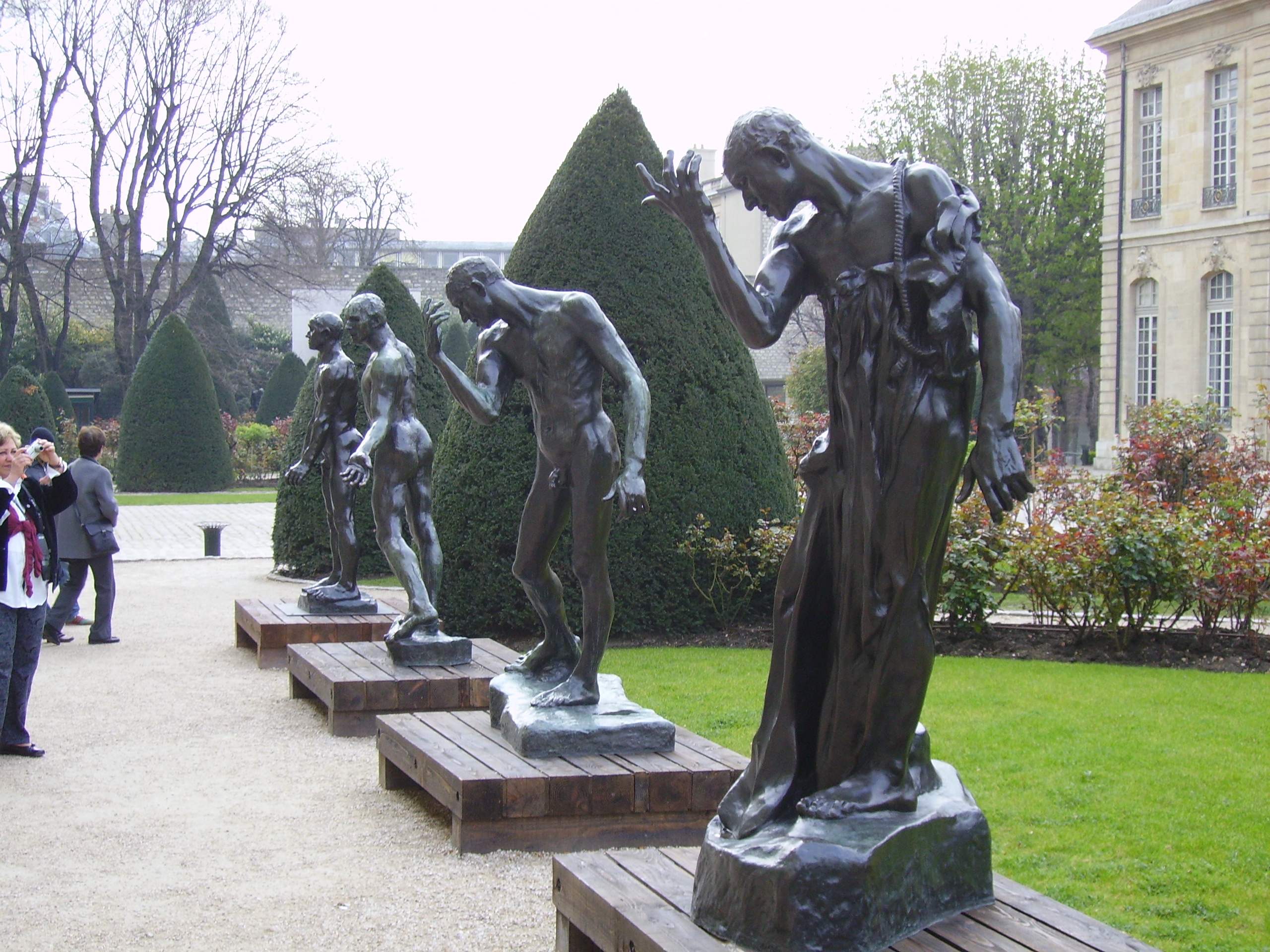
Zwei Studien im Musée Rodin in Paris
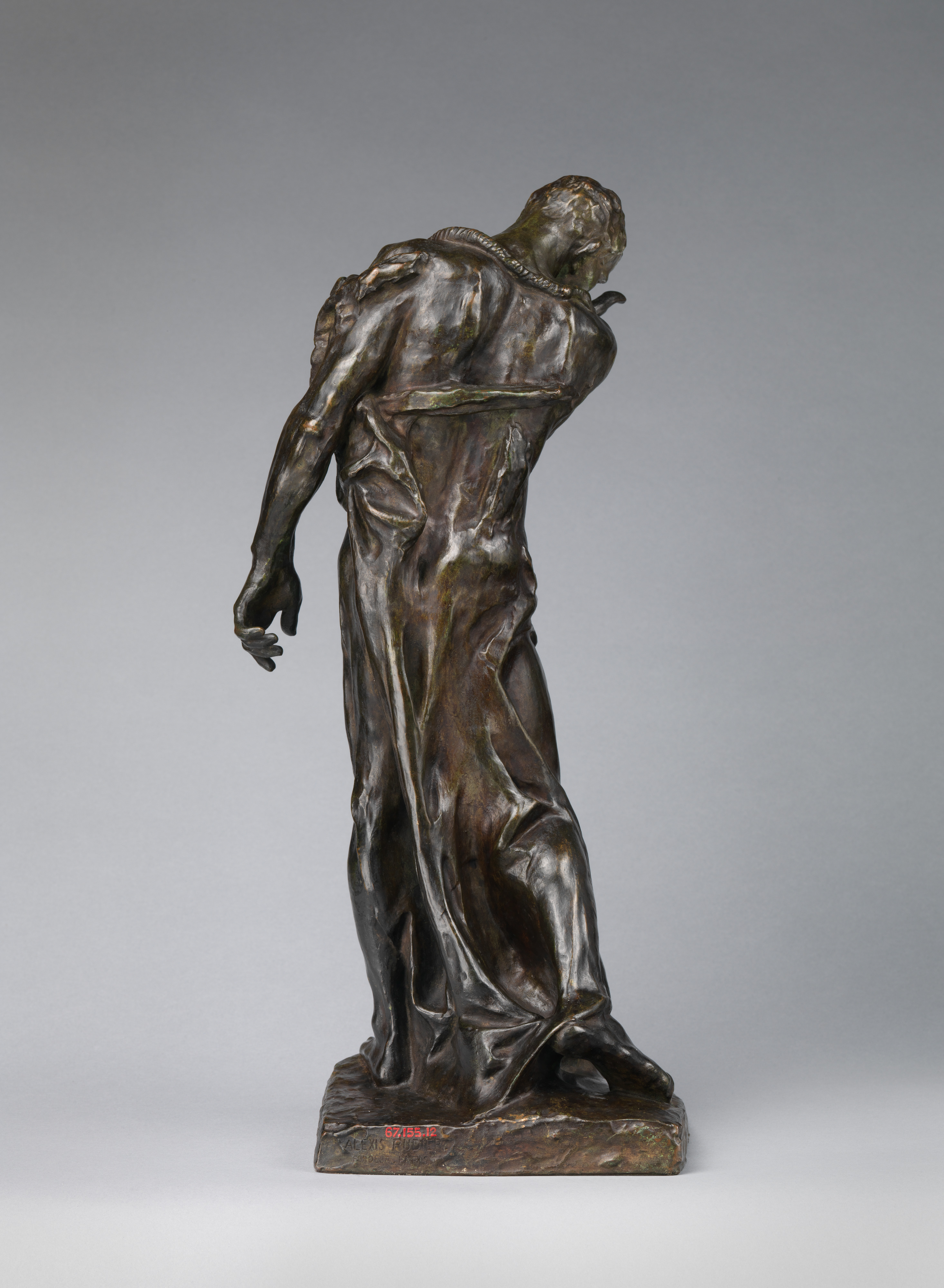
Rückseite
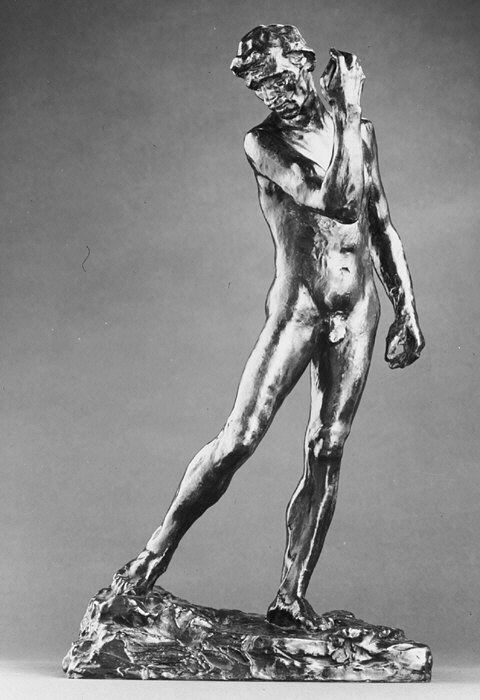
Aktstudie 1885
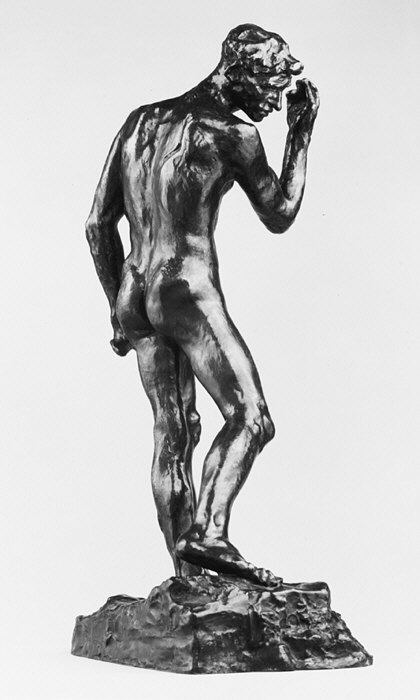
Rückenansicht der Aktstudie

### Standorte der Abgüsse
Die einzelne Plastik ist u. a. ausgestellt im Musée Rodin, Paris, Israel-Museum in Jerusalem, in der Hamburger Kunsthalle, im Museo Soumaya in Mexiko-Stadt, im Metropolitan Museum of Art in New York City, in der Ny Carlsberg Glyptotek in Kopenhagen, Königlichen Museum der Schönen Künste in Antwerpen und natürlich als Teil der Gruppe des Denkmals in Calais.